# 50 копійок «50 років Радянської влади»
50-річчя Радянської влади (рос. 50-летие Советской власти) — мідно-нікелева ювілейна монета СРСР вартістю 50 копійок, випущена 1 жовтня 1967 року. Монета входила до єдиної в своєму роді серії монет, подібної серії в СРСР більше не виходило.

## Тематика
На реверсі монети було зображено В. І. Леніна (1870–1924) — революціонера, політичного діяча Російської імперії і Радянського Союзу, лідера російських більшовиків, публіциста, філософа-матеріаліста, першого голови Раднаркому, одного з головних творців тоталітарної держави СРСР, теоретика комунізму, лідера міжнародного комуністичного руху.
Один з організаторів збройного Жовтневого перевороту восени 1917 року та Громадянської війни в Росії. В подальшому ініціатор червоного терору та примусової заготівлі сільськогосподарських продуктів, так званої «продрозверстки», яка стала головною причиною Голоду в Україні 1921–1923 р. та Голоду в Поволжі 1921–1922 р.; конфіскації приватної власності та церковних цінностей.

## Історія
У 1967 році було випущено серію ювілейних монет номіналом у 10, 15, 20, 50 копійок і 1 карбованець, присвячених перевороту 1917 року. Зображення цієї монети в 1 карбованець було аналогічним зображенню монети з цієї серії номіналом 50 копійок. Монети цієї серії карбувалися на Ленінградському монетному дворі (ЛМД). Ювілейні монети, присвячені «Жовтневій революції», карбувалися у СРСР також у 1977 і 1987 роках.

## Опис та характеристики монети
| Номінал коп. | Метал                 | Маса (гр) | Діаметр (мм) | Товщина (мм) | Гурт                 | Тираж штук                |
| ------------ | --------------------- | --------- | ------------ | ------------ | -------------------- | ------------------------- |
| 50           | мідно-нікелевий сплав | 6,45      | 25,00        | 2,0          | гладкий з орнаментом | 50,000,000 211,250 (пруф) |

### Аверс
Зверху уздовж краю монети слова «ПЯТЬДЕСЯТ ЛЕТ СОВЕТСКОЙ ВЛАСТИ», в центрі герб СРСР з 15 витками стрічки, під ним позначення номіналу монети «ПЯТЬДЕСЯТ» і нижче слово «КОПЕЕК».

### Реверс
Зліва п'ятикутна зірка, під нею літери «СССР», праворуч зображений В. І. Ленін з піднятою правою рукою, за ним займає більшу частину монетного поля зображення серпа і молота.

### Гурт
Повторювана вісім разів група зі втиснутої п'ятикутної зірки і круглої крапки.

## Автори
- Художник: І. С. Крилков
- Скульптор: М. М. Філіппов, І. С. Комшилов